# زنبووو (استان پومرانی)
زنبووو (به لهستانی:  Zębowo) یک روستا در لهستان است که در گمینا کوبلنگتسا واقع شده‌است. زنبووو ۱۵۰ نفر جمعیت دارد.